# ꭅ
Cette page contient des caractères spéciaux ou non latins. S’ils s’affichent mal (▯, ?, etc.), consultez la page d’aide Unicode.
ꭅ (uniquement en minuscule), appelé r étrier, est une lettre additionnelle de l’alphabet latin qui est utilisée dans certaines versions de la transcription Teuthonista, la transcription phonétique de dialectologie allemande.

## Utilisation
Dans le Sprachatlas von Bayerisch-Schwaben (SBS), le Sprachatlas von Mittelfranken (SMF) ou le Sprachatlas von Unterfranken (SUF), le r étrier ‹ ꭅ › représente une consonne battue alvéolaire voisée [ɾ].

## Représentations informatiques
Le r étrier à droite peut être représenté avec les caractères Unicode (Latin étendu E) suivants :
| formes    | représentations | chaînes de caractères | points de code | descriptions                     |
| --------- | --------------- | --------------------- | -------------- | -------------------------------- |
| minuscule | ꭅ               | ꭅ                     | U+AB45         | lettre minuscule latine r étrier |